# Fustigazione a Singapore
La fustigazione è una forma di punizione corporale legale diffusa a Singapore. Può essere suddivisa in diversi contesti: giudiziario, militare, scolastico, riformatorio e domestico/privato.
Di questi, la fustigazione giudiziaria (per le quali Singapore è noto) è la più severa. È riservata ai criminali di sesso maschile di età inferiore ai cinquant'anni, per una vasta gamma di reati ai sensi del Codice penale. La fustigazione è anche una forma legale di punizione per i delinquenti di sesso maschile membri delle Forze Armate di Singapore (SAF) amministrata nelle Caserme di detenzione delle SAF.
In forma più blanda, la fustigazione è anche utilizzata in molte scuole di Singapore per punire i giovani di sesso maschile che si sono resi colpevoli di un grave reato.
Una bacchetta molto più piccola è utilizzata dai genitori per punire i figli di entrambi i sessi. Questo metodo non è illegale a Singapore.

## Fustigazione giudiziaria

### Storia
La fustigazione come forma di punizione corporale legalmente sanzionata per i criminali condannati è stata introdotta a Singapore e in Malaysia (entrambi allora nell'ambito della Malesia britannica) durante il periodo coloniale britannico. È stato ufficialmente codificato sotto il regolamento del IV Codice penale dello Stretto.
In quel periodo[Quale periodo?], i reati punibili con la fustigazione erano simili a quelli puniti con la sferza o la verga in Inghilterra e Galles, e comprendevano:
- Rapina
- Forme di furto aggravato
- Violazione di domicilio
- Aggressione a sfondo sessuale
- Una seconda o ulteriore condanna per stupro
- Una seconda o ulteriore trasgressione riguardante la prostituzione
- Sfruttamento della prostituzione

La fustigazione rimase in vigore nella costituzione dopo che la Malaysia proclamò la sua indipendenza dall'Inghilterra e analogamente quando Singapore cessò di far parte della Malaysia. La successiva legislazione approvata dal Parlamento di Singapore ha aumentato il numero minimo di colpi che un condannato può ricevere e il numero di reati che possono essere puniti con questo sistema.

### Basi legali
Le sezioni da 227 a 233 del Codice di Procedura Penale fissano le procedure riguardanti la fustigazione, incluso:
- Un individuo criminale di sesso maschile già condannato, di età fra i 18 e i 50 anni, che è stato dichiarato medicalmente sano da un medico legale, può essere soggetto alla fustigazione
- Egli riceverà un massimo di 24 frustate in qualunque occasione, a prescindere dal numero totale di reati commessi
- Se il trasgressore è minore di 18 anni può ricevere fino a 10 frustate, ma in questo caso sarà usata una frusta di rattan più leggera. I ragazzi minori di 16 anni possono essere condannati alla fustigazione solo dalla Corte Suprema e non da corti distrettuali o minorili
- Il condannato non subirà fustigazione se è già condannato a morte
- La frusta di rattan non sarà maggiore di mezzo pollice (1.27 cm) e 1.2 metri in lunghezza

Qualunque criminale maschio, sia condannato o no alla fustigazione, può essere fustigato anche in prigione, se non rispetta le regole del carcere.

### Crimini punibili con la fustigazione
La legge di Singapore prevede la fustigazione per oltre 30 tipi di reato, inclusi il prendere qualcuno in ostaggio, rapina, rapina in banda con assassinio, uso di droga, vandalismo e insurrezione. La fustigazione è anche una punizione obbligatoria in caso di stupro, traffico di droga, usura e per il supporto a stranieri che permangono nel Paese oltre il limite del visto di 90 giorni, una misura che funge da deterrente contro chi mantiene lavoratori immigrati clandestini. Contrariamente a quanto è stato a volte dichiarato, l'uso e l'importazione di gomme da masticare è soggetto solo a multe; non è mai è stato un reato punibile con la fustigazione.

### Statistiche
Nel 1993 il numero di criminali fustigati è stato 3244. Dal 2007 questo valore è raddoppiato fino a 6404 criminali condannati alla fustigazione. Di queste condanne, il 95% sono state effettivamente attuate.
La fustigazione ha luogo in parecchi istituti intorno a Singapore, degna di nota è la prigione di Changi, ma anche il Centro di detenzione per minori in attesa di giudizio di Queenstown, dove fu fustigato Michael P. Fay nel 1994. La fustigazione è somministrata anche nei Centri di disintossicazione dalla droga.

### La frusta
La frusta di rattan lunga 4 piedi (1.2 metri) e spessa mezzo pollice (1.27 cm) è usata per le fustigazione giudiziarie e in prigione. La frusta usata in contesti militari e scolastici è spessa la metà. La frusta è immorbidita nell'acqua preventivamente per renderla più flessibile e pesante, nonché per evitare che possa scheggiarsi e dunque ferire in modo improprio il condannato. Il dipartimento delle prigioni nega che le fruste siano inumidite in salamoia, ma afferma che vengono trattate con antisettici per prevenire infezioni. Una frusta più leggera è usata per i minori di 18 anni.

### Procedura di somministrazione
La fustigazione in verità è sempre una misura addizionale alla detenzione e mai una punizione a sé. È somministrata in un'area distinta della prigione, fuori dalla vista del pubblico o di altri detenuti. Le persone presenti sono limitate al detenuto, le guardie carcerarie, i medici legali, il fustigatore e a volte alti ranghi della prigione a testimonianza dell'avvenuta fustigazione.
Il condannato alla fustigazione non riceve un preavviso riguardo a quando subirà la pena e riceve un avviso solo il giorno in cui la sua fustigazione è stata programmata. Nella camera di fustigazione viene ordinato al detenuto di spogliarsi e il medico legale lo visita per appurare che sia idoneo alla pena, misurando la sua pressione sanguigna e altre condizioni di salute. Se il dottore dà il via, il detenuto riceve la fustigazione, altrimenti viene rimandato alla corte dove il suo tempo di detenzione sarà aumentato. Un ufficiale della prigione definisce il numero di frustate che deve ricevere.
In seguito, il detenuto è condotto a un'intelaiatura a forma di A (chiamata anche "cavalletto di fustigazione") dove i suoi polsi e le sue caviglie vengono saldamente legate all'intelaiatura con cinghie di cuoio: in questo modo assume una posizione piegata in avanti sul telaio ad angolo retto ai fianchi con il posteriore sporgente. Un'imbottitura protettiva viene posta in basso alla schiena per proteggere i reni e l'area della spina dorsale, così che solo il sedere viene esposto. Colui che deve somministrare le frustate si trova a fianco dell'intelaiatura e frusta il numero esatto di volte prescritte dalla sentenza, l'una a 10-15 secondi dall'altra. È richiesto che metta tutta la sua forza nel farlo. Tutte le frustate sono somministrate in un'unica sessione, a meno che il medico non certifichi che il detenuto non è in grado di riceverne altre; in tal caso il numero rimanente di colpi viene convertito in tempo di detenzione aggiuntivo.

### Il trattamento medico e i suoi effetti
Gli effetti della fustigazione sono stati esagerati in alcuni racconti; ciononostante possono essere inflitti dei danni fisici, a seconda del numero di colpi. Michael P. Fay, che ha ricevuto 4 frustate, disse: "C'era un po' di sangue, non esageriamo e non diciamo poche gocce o che il sangue scorresse a fiotti. Era una via di mezzo, come un naso sanguinante". Ci potrebbe essere maggiore sanguinamento in caso di una fustigazione più lunga.
Dopo la fustigazione, il detenuto viene staccato dall'intelaiatura e riceve cure mediche. Viene applicata una lozione antisettica (viola di genziana) e le ferite sono lasciate guarire. Se il numero di colpi è molto maggiore, le natiche possono subire ferite a lungo termine. Chi è stato fustigato non deve prestare il servizio militare se non l'ha già fatto.

### Casi degni di nota
- L'americano Michael P. Fay, la cui condanna per vandalismo a 6 frustate attrasse l'attenzione mondiale dei media, scatenò una lieve crisi diplomatica tra Singapore e gli Stati Uniti d'America. Il governo di Singapore ridusse la pena a 4 colpi di frusta ed egli fu fustigato il 5 maggio 1994.
- Dickson Tan Yong Wen, a causa di un errore amministrativo, ricevette 3 colpi in più di quanto era stato condannato. Tan fu condannato il 28 febbraio 2007 a un totale di 9 mesi di carcere e 5 frustate per due reati per istigazione all'usura per minacciare un debitore. Ricevette 8 colpi il 29 marzo 2007. Tan richiese 3 milioni di dollari dal governo di risarcimento, ma gli fu rifiutato. Ricevette un risarcimento dopo delle trattative, ma la quantità di denaro fu tenuta segreta.
- Lo svizzero Oliver Flicker fu condannato il 25 giugno 2010 a 5 mesi di prigione e 3 frustate per aver fatto irruzione nel deposito dei treni della SMRT Treni di Changi e per vandalismo dopo aver disegnato graffiti su uno dei treni.

## La fustigazione in prigione
Secondo la legge sulle prigioni, un sovrintendente può condannare un detenuto a un massimo di 12 frustate per gravi reati commessi entro il carcere. Questa punizione può essere imposta dopo una dovuta indagine da una mini-corte interna, durante la quale al prigioniero è permesso di ascoltare le accuse a carico e di presentare una propria difesa. Il direttore della prigione deve approvare la punizione prima che venga messa in atto. È somministrata allo stesso modo della fustigazione giudiziaria.
Anche i detenuti in centri per la disintossicazione dalla droga possono essere fustigati allo stesso modo.
Nel 2008 la procedura è stata rivista per introdurre una revisione di ogni caso di fustigazione da parte di una commissione esterna indipendente.

## La fustigazione nei contesti militari
Nelle Forze Armate di Singapore, una corte militare subordinata, o un ufficiale incaricato di curare la disciplina della caserma, può punire un militare con un massimo di 24 colpi di frusta (con un massimo di 12 colpi per reato, 10 nel caso di minore) per aver trasgredito determinate regole militari. In ogni caso la punizione deve essere confermata dal Consiglio delle Forze Armate prima di essere somministrata.
L'età minima per essere fustigati è di 16 anni (ora 16.5 de facto, dato che per entrare nelle Forze Armate è necessario avere quest'età).
La punizione militare è meno severa della sua controparte civile e destinata a non lasciare tracce permanenti o eccessivo sanguinamento.
Il colpevole indossa un indumento protettivo affinché le natiche non vengano ferite. La fustigazione è usata perlopiù contro giovani militari recalcitranti. La frusta usata è larga 0.635 cm di diametro (1/4 di pollice), la metà di una frusta usata in ambiente carcerario o come pena, però la lunghezza è pressoché la medesima. È la stessa usata nelle scuole. Ad ogni modo il colpevole viene ugualmente legato all'intelaiatura a forma di A come per la fustigazione giudiziaria.
Non ci sono statistiche che possano riportare quanti militari siano stati frustati.

## Fustigazione scolastica
La fustigazione è anche usata come forma di punizione corporale nella scuola primaria e soprattutto in quella secondaria, oltre che in uno o due college per mantenere la disciplina a scuola. È applicabile solo agli studenti maschi: è illegale fustigare ragazze. La punizione è somministrata secondo le tradizionali linee-guida britanniche, tipicamente nella forma di predeterminati tagli sulla parte di pantaloni che copre il fondoschiena del ragazzo legato a una sedia o a un banco.
Il Ministero dell'Istruzione incoraggia le scuole a punire i ragazzi per seri motivi, tra i quali risse, il fumare, l'imbrogliare, il bullismo, il vandalismo, la disobbedienza e il marinare la scuola. Gli studenti possono anche essere frustati per ripetuti casi di trasgressioni minori, come l'essere ripetutamente in ritardo per una consegna. La punizione può essere decisa solo dal Preside o dal Vicepreside, o da un capo specificatamente designato al mantenimento della disciplina. Nella maggior parte delle scuole, la fustigazione avviene dopo la detenzione e prima della sospensione, nella gerarchia delle punizioni. Alcune scuole utilizzano un sistema di punti di demerito, raggiunti i quali un certo numero di punti, sono condannati alla fustigazione per un ampio numero di reati.
Secondo le regole del Ministero, non dovrebbe eccedere il massimo di 6 colpi e possono essere colpiti solo le palme delle mani e le natiche usando una frusta di rattan lunga 4 piedi. Ad ogni modo, la maggior parte delle fustigazioni consiste di 3 o 4 colpi molto forti dati sulla parte dei pantaloni o di pantaloncini che copre il sedere.
Le fustigazioni a scuola possono essere classificate in:
- fustigazione privata: il ragazzo è fustigato nell'ufficio del preside.
- fustigazione in classe: il ragazzo è fustigato davanti alla classe.
- fustigazione pubblica: il ragazzo è fustigato su un palco di fronte a tutta la scuola, come avvertimento ad altri potenziali trasgressori e per far vergognare il ragazzo. Di solito è riservato solo per reati importanti, quali il vandalismo, la rissa e il fumo.

La fustigazione scolastica è una cerimonia solenne e formale. Prima di essa, il preside di solito spiega alla classe il reato commesso. In seguito, un oggetto di protezione, come un libro o un raccoglitore, viene messo nella cintura dei pantaloni per proteggere la schiena da colpi sbagliati. Viene condotto verso un tavolo o una sedia dove viene legato con il sedere premuto in alto. In questa posizione il ragazzo verrà fustigato sulle natiche, secondo il numero di colpi prescritti. Proverà normali ferite superficiali e lividi per alcuni giorni dopo la punizione.
Certe scuole hanno delle pratiche particolari per la fustigazione, come far cambiare il ragazzo in abiti da ginnastica prima della fustigazione. Altre richiedono di leggere in pubblico una lettera di scuse prima di ricevere i colpi.
I ragazzi di ogni età dai 6 ai 19 anni possono essere frustati, ma la maggior parte delle fustigazioni avviene nelle scuole secondarie tra i 14 e i 16 anni. Le scuole raccomandano che gli studenti ricevano dei consulti psicologici prima o dopo la punizione.
Le fustigazioni di routine non sono ovviamente pubblicizzate, perciò i casi riportati dalla stampa sono solo rari.

## Fustigazione genitoriale
La fustigazione è usata come forma di punizione a casa, sia per i maschi che per le femmine ed è solitamente accordata dai loro genitori, essendo le trasgressioni più comuni la disubbidienza e le bugie. Questa forma di punizione è legale a Singapore, ma non particolarmente incoraggiata dalle autorità e i genitori possono essere accusati di abuso su minore in caso di ferite.
La frusta domestica di Singapore (per i bambini, da non confondere con quella giudiziaria) è una sottile frusta di rattan di circa 65 cm con un manico di plastica alla fine, che può avere una varietà di colori. Sono disponibili nei negozi regionali che vendono articoli per la casa ed è usata per disciplinare bambini e ragazzi a casa. Ogni frusta costa 50 centesimi di dollaro di Singapore, con le migliori vendite sotto il periodo degli esami.
A volte i genitori usano altri strumenti come il manico di uno spolverino, fatti di rattan, righelli o anche appendini. Il bambino che si comporta male è di solito colpito sulle cosce, sui polpacci, sulle natiche o sulle palme delle mani. Questo tipo di colpi lascia segni che svaniscono entro pochi giorni.
Secondo un'indagine del Sunday Times di Singapore di gennaio 2009, su 100 genitori intervistati, 57 hanno risposto che la fustigazione è una forma accettabile di punizione e che l'hanno provata sui loro figli.

## Obiezioni alle punizioni corporali
Amnesty International ritiene la fustigazione giudiziaria di Singapore "crudele, disumana o degradante". Inoltre è considerata contro l'Articolo Primo della Convenzione delle Nazioni Unite contro la Tortura, benché Singapore non l'abbia ratificata.

## Nelle arti e nei media

### Media
- Sān Gè Hăo Rén (Tre brave persone; Cinese semplificato: 3个好人) (2005)[39] – Un film di Singapore di Jack Neo, che rappresenta le vite di tre condannati in prigione. Riflette anche il marchio sociale verso gli ex-detenuti. Compare anche una scena di fustigazione giudiziaria in cui uno dei tre condannati (interpretato da Henry Thia) riceve la sua condanna a 6 colpi di frusta. La scena non è stata girata esplicitamente, ma si sente solo l'audio.
- Xiăo Hái Bù Bèn Èr (Io Non Stupido Anche) o nella traduzione corretta italiana "I bambini non sono stupidi – Parte 2" (Cinese semplificato: 小孩不笨2) (2006)[40] – Un film di Singapore di Jack Neo, che riflette la vita di un adolescente ordinario a scuola e con i suoi genitori. Uno dei personaggi principali, Tom Yeo (interpretato da Shawn Lee) è pubblicamente fustigato per una zuffa con un insegnante. La scena è ritratta nei minimi dettagli con il giovane ragazzo legato a un banco su un palco all'ingresso della scuola per ricevere tre forti frustate sul sedere di fronte all'assemblea degli studenti. La scena è stata fedelmente riprodotta nella scuola dove è stata filmata, la Presbyterian High School. Ad ogni modo, bisogna dire che il trasgressore raramente urla e un oggetto protettivo viene posto sulla schiena contro eventuali colpi sbagliati. Il tema della pubblica fustigazione provocò un dibattito in cui divenne evidente che alcuni membri del pubblico di Singapore non erano a conoscenza del largo uso che si fa delle fruste nella scuola secondaria. Molti parvero compiaciuti di scoprirlo e lettere inviate a dei quotidiani mostrano che la fustigazione gode di un ampio supporto.
- Shí Sān Biān (Il ritorno a casa; Cinese Semplificato： 十三鞭) (2007)[41] -